# Łapino (stacja kolejowa)
Łapino (ros. Лапино) – stacja kolejowa w miejscowości Łapino, w rejonie strugowskim, w obwodzie pskowskim, w Rosji. Położona jest na linii dawnej Kolei Warszawsko-Petersburskiej.